# Возвращение Дэдмена!
«Возвращение Дэдмена!» (англ. Dawn of the Dead Man!) — седьмой эпизод американского мультсериала «Бэтмен: Отважный и смелый».

## Сюжет
Бэтмен в астральной форме вылетает из могилы и вспоминает, как сражался с Джентльменом Духом в Лондоне. Злодей хочет оживить армию мертвецов с помощью определённых артефактов. Он справляется с Бэтменом и закапывает его заживо на кладбище, заминировав гроб. С помощью медитации Бэтмен отделяет от своего тела астральную сущность и встречает призрака. Тот хочет помочь ему, вселившись в тело прохожего, но Бэтмен не рискует подпускать невинного к заминированному гробу.
Тем временем Джентльмен Дух крадёт очередной артефакт для своего замысла у лжеколдуньи. Бэтмен и призрак парят над городом, и первый видит свет. Оттуда его зовут к себе родители, Томас и Марта Уэйны. Призрак говорит, что если Бэтмен пойдёт туда, то уже не вернётся. Брюс сначала желает воссоединиться с родителями, но затем передумывает, понимая, что ему ещё не пора на тот свет. С призраком Бэтмен подлетают к Зелёной Стреле и его помощнику Спиди. Тёмный рыцарь вселяется в тело последнего и говорит Стреле, что случилось. Олли со Спиди отправляются на кладбище выкапывать Бэтмена, а он с призраком летит за Джентльменом Духом, попутно общаясь и выясняя, что собеседник — бывший циркач Бостон Бренд по кличке Дэдмен, которого застрелил неизвестный с крюком на руке во время выступления.
Они настигают Джентльмена Духа и сражаются. Затем злодей убегает, а герои преследуют его до подземного кладбища преступников, которое по иронии находится под могилой Бэтмена. Собрав все артефакты, Джим Креддок (Джентльмен Дух) вызывает мертвецов. Они хватают Бэтмена, а Дэдмен вселяется в тело первого, которое уже выкопали Стрела со Спиди. Начинается битва. Дэдмен спасает Бэтмена и возвращает ему тело, затем вселяясь в Спиди. Когда он покидает тело последнего, Бэтмен тем временем уничтожает артефакты, и мертвецы больше не подчиняются Креддоку, утаскивая его под землю. Бэтмен пытается его спасти, но не получается. После сражения Дэдмен наконец видит свой свет. Однако через 3 месяца, когда Бэтмена удерживают на корабле, он вселяется в тело одного из бандитов и помогает Тёмному рыцарю.

## Роли озвучивали
- Дидрих Бадер — Бэтмен
- Грег Эллис — Джентльмен Дух
- Джеймс Арнольд Тэйлор — Зелёная Стрела
- Джейсон Мэрсден — Спиди
- Майкл Розенбаум — Дэдмен

## Отзывы
Дэн Филлипс из IGN поставил эпизоду оценку 8,1 из 10 и написал, что «динамика между Бэтменом и Зелёной Стрелой строит забавную комедию, особенно когда Зелёная Стрела ошибочно думает, что Спиди изображает Бэтмена, в то время как молодой герой на самом деле одержим Крестоносцем в плаще». Рецензент также отметил «убийственный саундтрек» и анимацию, которые не хуже, чем в эпизоде на прошлой неделе. Критик добавил, что это «один из, если не самый, занимательный эпизод» из имеющихся на данный момент.